# Les Ablettes
Pour l’article homonyme, voir Ablette (homonymie).
Les Ablettes, connu à ses débuts comme Les Ablettes masquées, est un groupe de rock français, originaire de Fumel, en Lot-et-Garonne. Il fut actif dans les années 1980 jusqu'en 1994.

## Biographie

### Formation
Le groupe est formé en 1980 sous le nom des Ablettes masquées à Fumel, en Lot-et-Garonne. Le premier 45 tours du groupe sort en 1981 en autoproduction et comporte deux titres : Spontanéité zéro et Un amour propre. Le groupe a fait un tube rock en 1983 avec la reprise de Tu verras de Claude Nougaro, sur le label Réflexes et un autre tube Jackie s'en fout durant l'automne et l'hiver 1986, classé 46e des charts français en avril 1987. Ils ont réalisé plusieurs albums, notamment Anticonstitutionnellement en 1993, avec un succès d'estime dans la presse et le public rock.
Le groupe était composé de Philo (basse, chant), Pascal (batterie), Bebeck (guitare), et Gilles-Roger (au management). Un des concerts mythiques du groupe eut lieu au Palais des sports de Toulouse, en 1983, à l'initiative de la radio libre Canal Sud.
En 1990, ils sont signataires de l'« appel des 250 », qui initiera le collectif Ras l'front.

### Séparation
Après divers changements de line-up et plus de 1 000 concerts[réf. nécessaire], Les Ablettes, toujours menées par Philo Fournier (basse et chant), se séparent définitivement en 1994. En 2000 sort un nouveau projet, Le Manifeste Zaârma, avec un double album (Demain le sud) qui reprend les derniers titres enregistrés par Les Ablettes sur un CD et les mêmes titres en piano—voix—accordéon pour un CD acoustique. Philo assurant le doublé basse—chant en version électrique et le doublé piano—voix en version acoustique. Sur scène, cette nouvelle formation acoustique est composée de Philo Fournier (piano et voix), Philippe Cataix (accordéon) et Franck Flies (batterie), et soutenue par des projections vidéo et l'intervention de deux danseuses contemporaines.
En 2004, avec une évolution plus electro, LMZ sort un deuxième album, Le Manifeste Zaârma.  Suit l'album La Machine zoo, publié en 2007.  En 2012, Last Minimal Zembla est le quatrième album de LMZ.

## Membres
- Francis Albert — guitare
- Bebeck Lacoste — guitare
- Christophe Balvet — guitare
- Pascal Batista — batterie
- Franck Flies — batterie
- La Mite Fournier — claviers
- Philo Fournier — basse, chant

Le groupe, initialement un quatuor, s'est transformé en trio pour redevenir un quatuor par la suite. Les Ablettes ont fait un dernier concert où se sont retrouvés LMZ, le nouveau groupe de Philo Fournier, et Franck Flies, le deuxième batteur des Ablettes.

## Discographie
| Année | Titre                     | Type            | Singles                                                           | Maison de disque  |
| ----- | ------------------------- | --------------- | ----------------------------------------------------------------- | ----------------- |
| 1980  | Les Ablettes              | 45 Tours        | Spontanéité Zéro, Un amour propre                                 | Autoproduction    |
| 1984  | Tu verras                 | 45 Tours        | Tu verras                                                         | Réflexes/Musidisc |
| 1986  | Jackie s'en fout          | 45 tours        | Jackie s'en fout, Voici l'homme                                   | Polydor           |
| 1987  | Jeunesse sauvage          | 45 tours        | Guerrillero                                                       | Polydor           |
| 1988  | Victimes de l'amour       | 45 tours        | Blida                                                             | Polydor           |
| 1988  | Les Ablettes              | Album CD/vinyle | 12 titres                                                         | Polydor           |
| 1989  | Où ça fait mal ?          | 45 tours        | Voyou, voyelle                                                    | Polydor           |
| 1991  | Art Commando              | Album CD/vinyle | 16 titres                                                         | Musidisc          |
| 1991  | Tu dis OK                 | 45 tours        | C'est un aimant                                                   | Musidisc          |
| 1992  | Je brûlerai tout          | 45 tours        | Chasse l'animal en moi                                            | Polydor           |
| 1993  | Anticonstitutionnellement | Album CD        | 11 titres                                                         | Fnac Music/WMD    |
| 1993  | Jour après jour           | CD single       | Malheur aux vainqueurs                                            | Fnac Music/WMD    |
| 1994  | Les enfants de minuit     | CD single       | Je n'aimerai que toi, la règle du je (live à Genève et Innsbruck) | Fnac Music/WMD    |
| 1995  | Les Gens que j'aime       | CD single       | Je crache des couleurs, Surfrider                                 | Zablet            |